# Harpalus laticeps
Harpalus laticeps är en skalbaggsart som beskrevs av Leconte. Harpalus laticeps ingår i släktet Harpalus och familjen jordlöpare. Inga underarter finns listade i Catalogue of Life.